# Csabay Géza
Csabay Géza (Kecskemét, 1861. március 21. – Kecskemét, 1941. január 8.) magyar orvos, Kecskemét tiszti főorvosa.

## Életpályája
Édesapja Csabay Imre gimnáziumi igazgató volt. Tanulmányait a kecskeméti református gimnáziumban és a budapesti egyetemen végezte, 1885-ben doktorált. Ezután egy évig a fővárosban a Szent István Kórház alorvosa volt, majd szülővárosában telepedett le. 1888. október 30-án kerületi orvosnak, 1903. április 30-án tiszteletbeli főorvosnak nevezték ki. 1908 áprilisától nyugdíjazásáig, 1922. december 29-ig Kecskemét város tiszti főorvosa volt.
Csabay Géza sokat tett a kecskeméti közegészségügyért. Kidolgozta az új közkórház tervét, és jelentős része volt abban, hogy a város a beruházáshoz az építési költség felét kitevő támogatást kapott. Ő fogalmazta meg Kecskemét város közegészségügyének szabályrendeletét. Az ő javaslatára épült fel Kecskeméten a városi fertőtlenítőtelep és az Állami Élelmiszer- és Vegyvizsgáló Intézet. 1913-ban létrehozta a Tüdőbeteggondozó Intézetet. Az országban elsőként megszervezte a csecsemővédelmet, és létrehozott egy csecsemővédő otthont.

## Emlékezete
Emlékezetére Kecskeméten körutat neveztek el róla (Csabay Géza körút).